# 암흑가의 황제
"암흑가의 황제"는 1994년에 개봉한 대한민국의 영화이다.

## 캐스팅
- 거룡 : 오승 역
- 이진영 : 양주철 역
- 김미영 : 민지혜 역
- 황정리 : 유덕팔 역
- 소비아 : 고현숙 역
- 현길수
- 정우혁
- 권성룡
- 황춘수
- 황인조
- 차룡
- 임덕범
- 강용호
- 정봉연
- 도덕환
- 박기수
- 심상천
- 신바람 (특별출연)